# Stavanger
Stavanger ([staˈvaŋər]) is een stad en gemeente in het zuidwesten van Noorwegen en de hoofdstad van de provincie Rogaland. Stavanger is het centrum van de olie-industrie in Noorwegen en kende sinds de jaren zeventig van de 20e eeuw een enorme groei. Na de instorting van de olieprijs is de groei gestagneerd.
Het gebied heeft een zeeklimaat, met veel neerslag en het gehele jaar is de gemiddelde temperatuur boven het vriespunt.
Midden in de stad is een klein deel van het oude Stavanger bewaard gebleven: Gamle Stavanger. In het centrum bevindt zich de Domkerk van Stavanger.

## Geschiedenis
De stad dankt zijn bestaan aan de oprichting van een bisdom in het begin van de 12e eeuw. Als oorsprong van Stavanger wordt het jaartal 1125 aangehouden. De eerste bisschop begon toen met de bouw van de kathedraal, de oudste stenen kerk in Noorwegen. Overigens wordt aangenomen dat Stavanger ook voor die tijd al als centrum fungeerde voor de regio.
Hoewel Stavanger in 1425 stadsrechten verkreeg bleef het een betrekkelijk bescheiden plaats. Rond 1600 had de stad nog minder dan 1000 inwoners. In de 17e eeuw werd Stavanger tot tweemaal toe getroffen door grote branden. Bovendien verloor de stad de bisschopszetel aan Kristiansand dat zich in die periode snel ontwikkelde tot het centrum van het zuiden.
Pas in de 19e eeuw is er sprake van enige groei. De stad profiteert van de groei in de visserij (voornamelijk haring) en de scheepvaart. Er ontstaat een industriële ontwikkeling, waarbij conservering, vooral van visproducten, een belangrijke sector is. De stad groeit van bijna 4000 inwoners aan het begin van de 19e eeuw tot 36.000 aan het eind van de eeuw.
Hoewel de stad geen bisschopszetel meer was, bleef Stavanger een stad met een religieuze inslag. In 1818 vestigden in Noorwegen de eerste Quakers zich in Stavanger. Ook de eerste christelijke zending vanuit Noorwegen, Det Norske Misjonsselskap, werd in de stad opgericht. In 1925 werd de stad bovendien opnieuw bisschopszetel voor de Noorse staatskerk.
In 1969 werd voor het eerst olie gevonden in de bodem van de Noordzee. Die vondst was aanleiding voor een uitgebreid debat in Noorwegen welke stad het centrum van de olie-industrie zou worden. De voornaamste kandidaten waren Kristiansand en Stavanger. De uiteindelijke keuze voor Stavanger was het begin van een stormachtige ontwikkeling voor de stad.

## Bestuurlijke indeling

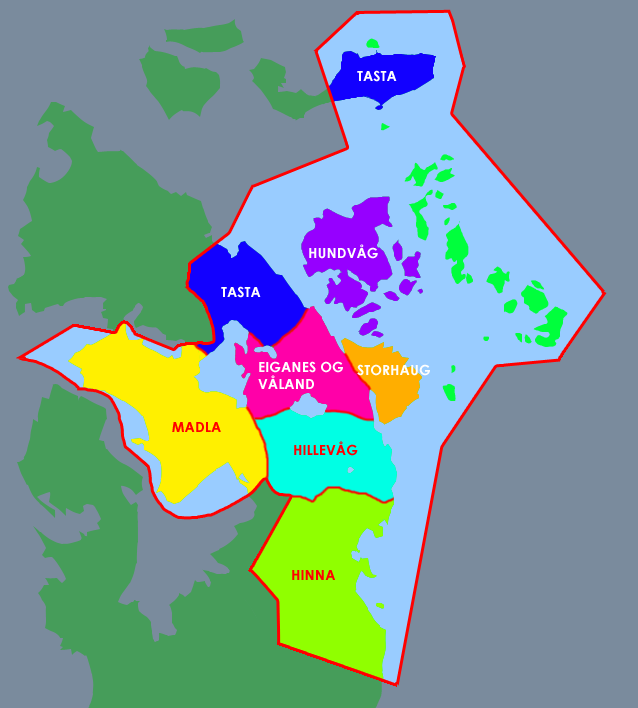
Stadsdelen van Stavanger

Stavanger bestaat officieel uit 22 delen en 218 onderverdelingen. Stavanger is onderverdeeld in 7 stadsdelen: Hundvåg, Tasta, Eiganes og Våland, Madla, Storhaug, Hillevåg en Hinna. De gemeente werd in 2020 uitgebreid met de vroegere gemeenten Rennesøy en Finnøy.
De agglomeratie inclusief de omliggende gemeenten Sandnes, Sola en Randaberg heeft bijna 240.000 inwoners. Ook Krossberg is een plaats binnen de gemeente Stavanger.

## Economie
De keuze voor Stavanger als centrum voor de olie-industrie betekende dat dit tegenwoordig de belangrijkste economische sector is. Noorwegen behoort tot de grootste olieproducenten ter wereld. StatoilHydro, het gedeeltelijk geprivatiseerde Noorse staatsbedrijf, heeft zijn hoofdkantoor in de stad. Ook de meeste buitenlandse oliebedrijven hebben hun Noorse vestiging in Stavanger. De bevoorrading voor de booreilanden op de Noordzee zorgt ook voor flink wat werkgelegenheid. Stavanger is een havenplaats.
De conservenindustrie, tot in de jaren vijftig van de 20e eeuw de belangrijkste industrie, is inmiddels geheel verdwenen. Slechts een museum herinnert nog aan de bloei van deze industrie.
Als hoofdplaats van de provincie kende de stad al een aanzienlijke dienstensector. Die sector werd verder gestimuleerd door de oprichting van een hogeschool in 1969, die in 2005 de status van universiteit verkreeg: de universiteit van Stavanger.

## Toerisme, verkeer en vervoer
Stavanger is tegenwoordig een moderne stad. Vlak buiten de stad, aan de zuidkant, ligt het enige deel van Noorwegen dat vlak is. Hier bevindt zich een aantal stranden. Even ten noorden van de stad begint de Boknafjord.  Een van de takken van de Boknafjord is de Lysefjord ten oosten van de stad, een van de fraaiste fjorden van Noorwegen, met de beroemde rots de Preikestolen.
Vliegverkeer naar en van Stavanger gaat over de Luchthaven Stavanger Sola, het oudste en op twee na grootste vliegveld van Noorwegen. De spoorlijn Sørlandsbanen loopt van Oslo naar Stavanger. Stavanger is bereikbaar via de E39. Via Riksvei 13 is er sinds 2020 de Ryfylketunnel, een tunnelverbinding met de gemeente Strand. Deze vervangt de veerdienst Stavanger - Tau.

## Sport en cultuur
Samen met Liverpool was Stavanger in 2008 culturele hoofdstad van Europa. MaiJazz is een jazzfestival in mei. Het International Chamber Music Festival vindt plaats in augustus.

### Musea
Stavanger kent verschillende musea, waaronder het Stavangermuseum, gelegen in Oud Stavanger, het archeologisch museum, dat een van de vijf archeologische musea in Noorwegen is, en het Noors Oliemuseum, gelegen bij de haven.

### Sport
De belangrijkste sport in Stavanger is voetbal. De lokale trots Viking FK speelt in het Viking stadion. De ploeg was acht keer kampioen van de hoogste competitie, de Tippeligaen, en won vijf keer de Noorse voetbalbeker. In 2008 was Stavanger een van de vijf speelsteden tijdens het EK handbal (mannen) en een jaar later werden de WK beachvolleybal er georganiseerd. In 2010 werd in de stad een overdekte ijsbaan geopend. Hier worden vrijwel jaarlijks internationale wedstrijden gehouden, waaronder vaak een ronde van de ISU World Cup. 
Op 28 mei 2019 startte hier de Ronde van Noorwegen, deze eerste etappe werd gewonnen door Cees Bol.

## Partnersteden
Stavanger heeft vriendschapsbanden met de volgende plaatsen:
- Aberdeen, Verenigd Koninkrijk
- Antsirabe, Madagaskar
- Esbjerg, Denemarken
- Eskilstuna, Zweden
- Estelí, Nicaragua
- Fjarðabyggð, IJsland
- Houston, Verenigde Staten
- Jyväskylä, Finland
- Nablus, Palestina
- Netanja, Israël

## Afbeeldingen

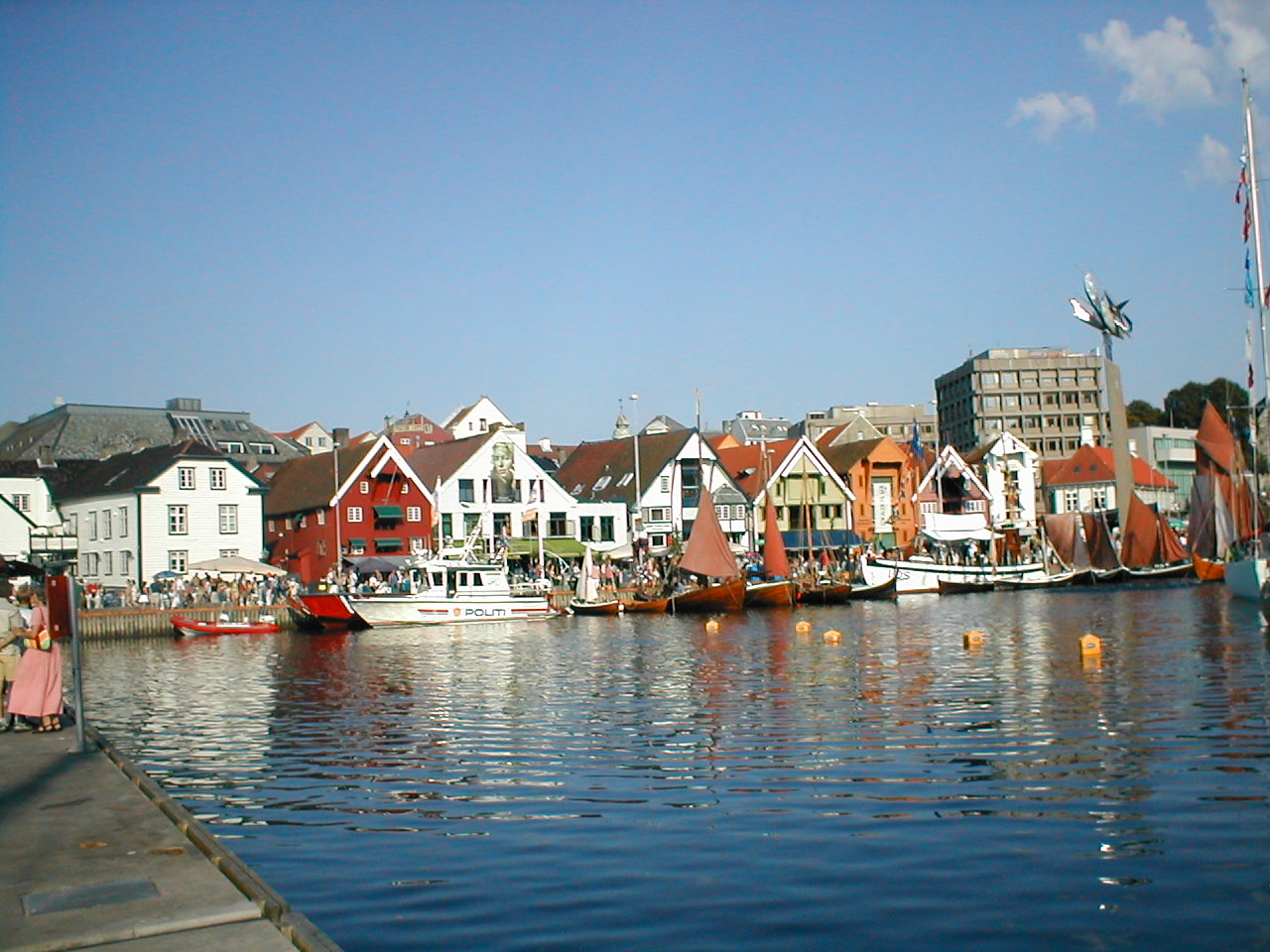
Haven
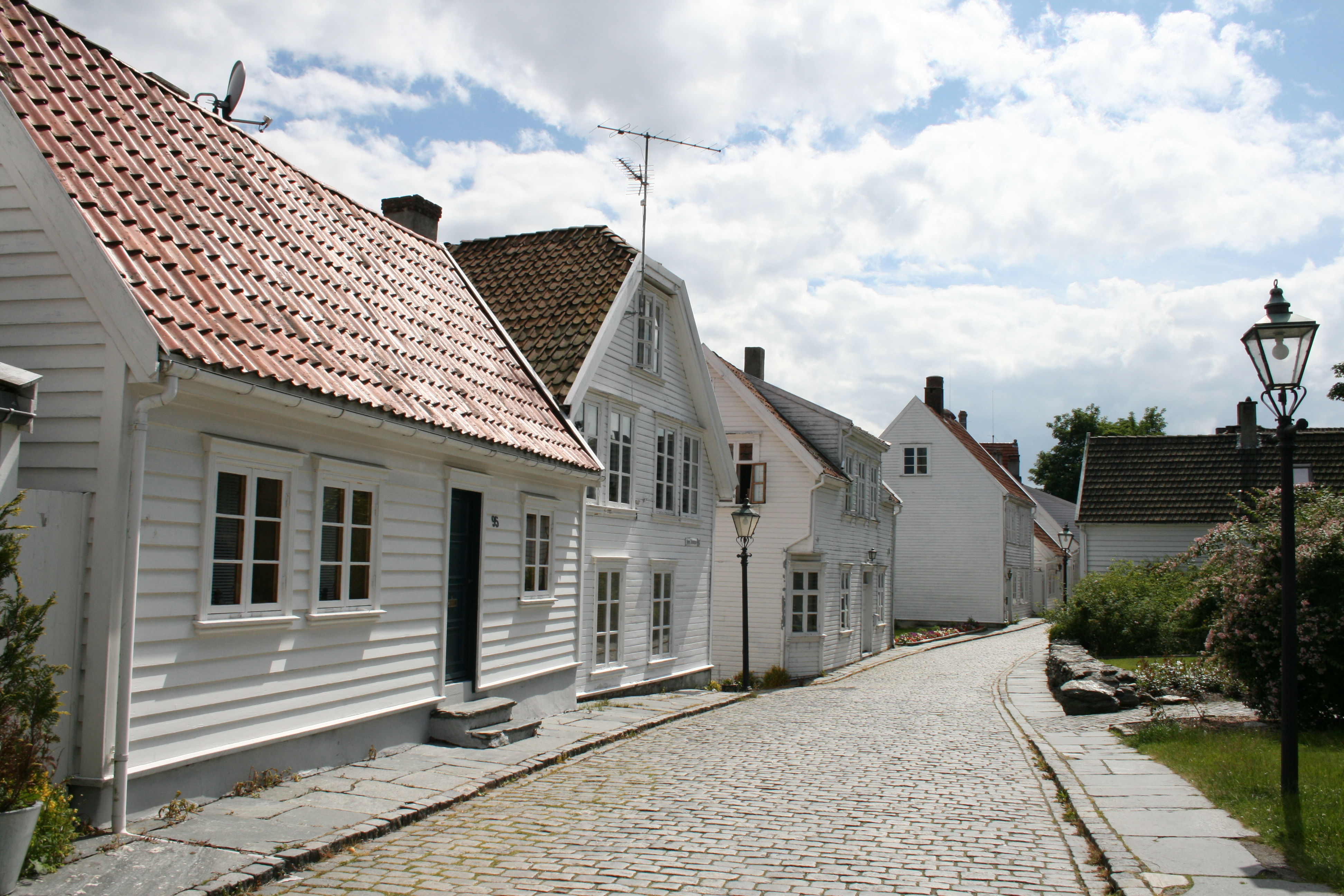
Gamle Stavanger, het oude Stavanger
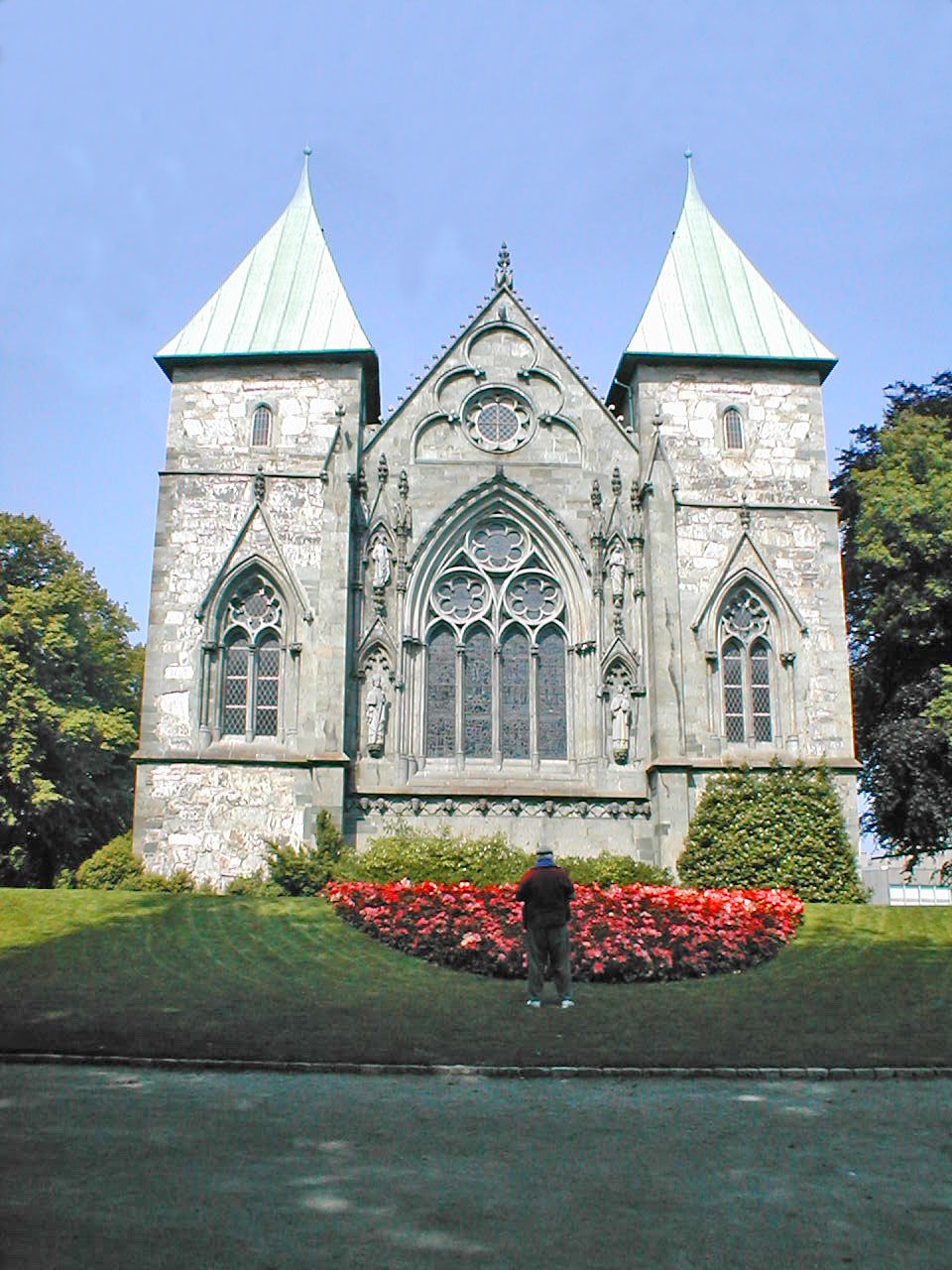
Domkerk van Stavanger
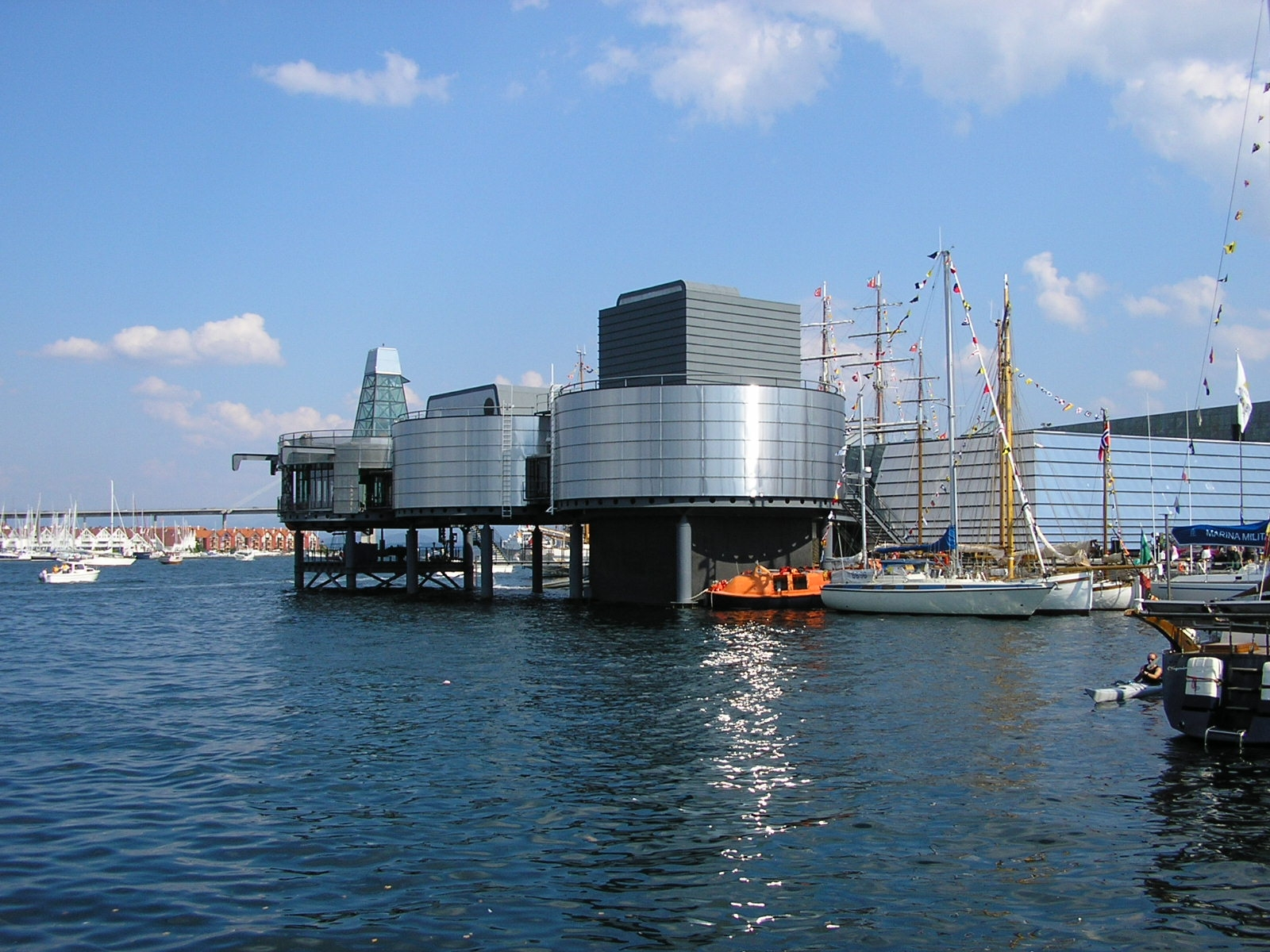
Noors Oliemuseum